# Plainview (Minnesota)
Plainview é uma cidade localizada no estado americano de Minnesota, no Condado de Wabasha.

## Demografia
Segundo o censo americano de 2000, a sua população era de 3190 habitantes.
Em 2006, foi estimada uma população de 3290, um aumento de 100 (3.1%).

## Geografia
De acordo com o United States Census Bureau tem uma área de
5,7 km², dos quais 5,7 km² cobertos por terra e 0,0 km² cobertos por água. Plainview localiza-se a aproximadamente 354 m acima do nível do mar.

## Localidades na vizinhança
O diagrama seguinte representa as localidades num raio de 20 km ao redor de Plainview.